# Trichiorhyssemus dalmatinus
Trichiorhyssemus dalmatinus är en skalbaggsart som beskrevs av Rudolph Petrovitz 1967. Trichiorhyssemus dalmatinus ingår i släktet Trichiorhyssemus och familjen Aphodiidae. Inga underarter finns listade i Catalogue of Life.